# Scabiosa solymica
Scabiosa solymica är en tvåhjärtbladig växtart som först beskrevs av Parolly, Eren och Nordt, och fick sitt nu gällande namn av Göktürk. Scabiosa solymica ingår i släktet fältväddar, och familjen Dipsacaceae. Inga underarter finns listade i Catalogue of Life.